# バウ (サラワク州)
バウ (Bau) とはマレーシアのサラワク州クチン省にある金鉱の町である。

## 概要
インドネシアの西カリマンタン州との密輸が地域経済の重要な位置を占めている．

## 歴史
1837年5月1日、イバン族はBratak峰の頂上に定住していたビダユ族の男性2,000人以上を殺し、女性ら1,000人を捕虜にして、彼らの入植地へと侵入した。Jagoi-Bratak ビダユ族の酋長である Panglima Kulow はこの虐殺を生き延びた。
1841年、サラワク王国を建国した白人王のジェームズ・ブルック卿は、囚われていた女性らの幾人かを解放することができた。
この虐殺を後世に残すため、1988年5月1日にBratak峰の頂上に記念碑が立てられた。この年以降、毎年5月1日には、Bratak峰で慰霊のための Jagoi-Bratak Day を開催している。
金の採掘
1840年代、パンカラン・トゥバン (Pangkalan Tebang) からやってきた中国人鉱夫たちによってバウでも金鉱が発見された。
1857年の中国人による反乱後、金鉱の採掘は1884年に中国系シンジケートに買収されたボルネオ社によって段階的に引き継がれた。
1898年、ボルネオ社は金の抽出に環境汚染を引き起こす青化法を導入しはじめた。
1921年、探鉱可能な主要な鉱脈を掘り尽くしてしまったため鉱山は閉山した。しかし、大迫害の時代には中国人鉱夫たちは鉱山で働き続けた。
1970年代後半、鉱山は世界的な金価格の高騰に伴って再稼働しはじめたが、アジア通貨危機が起きた1997年に再び閉山した。
しかしながら、2002年からPreston Resources社は以前Malaysia's Oriental Peninsula Gold社によって行われていた採鉱を再開している。

## 生態
この地域の石灰岩の崖には、貴重なウツボカズラ(en:Nepenthes northiana)を含む固有な植物群が生育している。

## 交通

### バス
- クチンから、約1時間。